# Лихудов корпус
Лиху́дов ко́рпус — историческое здание на территории Новгородского кремля, построенное в конце XVII века на основе сооружений XV века. Располагается в западной части территории Владычного двора, примыкает к крепостной стене. С 2021 года в здании находится Музей письменности.

## История
Здание возведено в середине XV века в составе крупного комплекса Архиепископского дворца. В 1670 году митрополит Питирим отстроил корпус заново на старой основе (кладка XV века обнаружена в основании стен). Строительство вела бригада из Тихвина. После перестройки в здании были помещены Судный и Духовный приказы. С 1706 года в корпусе обосновалось славяно-греко-латинское училище братьев Лихудов, что и дало название зданию. В XVIII—XIX веках неоднократно перестраивался. В 1985—2000 гг. под руководством Г. П. Никольской корпус был отреставрирован по состоянию на XVII век, восстановлены своды, оконные проёмы, декор, воссоздано по историческим данным деревянное крыльцо. Корпус используется для экспозиции Новгородского музея-заповедника.

## Архитектура
Здание каменное, двухэтажное, Г-образное в плане. Формы несколько архаичны для XVII века, что связывается с его постройкой на старой основе. Интерес представляют перспективные наличники верхних оконных проёмов. В остальном фасады скромны, горизонтальные и вертикальные членения отсутствуют.

## Музей письменности
25 мая 2021 года в Лихудовом корпусе открылся Музей письменности (открытие было приурочено к Дню славянской письменности и культуры). В его экспозиции, посвящённой развитию и распространению письменности, книжности и книгопечатания, представлено около 200 предметов из фондов Новгородского музея-заповедника. В их числе древнерусские монеты, печати, каменные кресты, фрагменты штукатурки с кириллическими и глаголическими надписями, предметы декоративно-прикладного искусства. Отдельный зал посвящён новгородским берестяным грамотам. Одним из экспонатов музея является древнейшая из известных книг Древней Руси — Новгородская псалтырь.